# Červená louka
Přírodní rezervace Červená louka byla vyhlášena roku 1989 a nachází se u obce Olešná. Důvodem ochrany jsou slatiniště a vlhké louky s mokřadními společenstvy.

## Popis oblasti
U umělého jezírka rostou mj. vzácnější mokřadní druhy pcháč šedý (Cirsium canum), pcháč zelinný (Cirsium oleraceum) a kakost bahenní (Geranium palustre). Nalézt lze i srpici barvířskou (Serratula tinctoria), bezkolenec modrý (Molinia caerulea), kosatec sibiřský (Iris sibirica) nebo bukvici lékařskou (Betonica officinalis). Průzkum prokázal vzácné druhy motýlů a plžů.